# Bad Sooden-Allendorf
Bad Sooden-Allendorf è un comune tedesco di 8 394 abitanti situato nel land dell'Assia, Germania.